# Kogilahalli, Holenarsipur
Kogilahalli là một làng thuộc tehsil Holenarsipur, huyện Hassan, bang Karnataka, Ấn Độ.